# Chrysolina latecincta
Chrysolina latecincta là một loài bọ cánh cứng trong họ Chrysomelidae. Loài này được Demaison miêu tả khoa học năm 1896.